# Европски олимпијски фестивал младих 2007.
Европски олимпијски фестивал младих 2007. је спортска манифестација која се одржала у Београду у периоду од 21. до 28. јула 2007. године. Фестивал је званично отворила Снежана Самарџић Марковић.

## Спортови и спортски објекти
| На Европском олимпијском фестивалу младих 2007. године одржала су се такмичења у следећим спортовима :                |
| --- |
| - Атлетика - Кошарка - Бициклизам - Гимнастика - Рукомет - Џудо - Пливање - Стони-тенис - Тенис - Одбојка - Ватерполо |

Европски олимпијских фестивал младих одржан је у Београду у следећим спортским објектима :
| Спортски објекат             | Локација | Спорт       |
| ---------------------------- | -------- | ----------- |
| Стадион Партизана            | Београд  | Атлетика    |
| Београдски сајам             | Београд  | Гимнастика  |
| Хала спортова Ранко Жеравица | Београд  | Џудо        |
| СРЦ Ташмајдан                | Београд  | Пливање     |
| Ледена дворана Пионир        | Београд  | Стони-тенис |
| СРЦ Звездара                 | Београд  | Тенис       |
| Спортски центар „Спорт еко”  | Београд  | Кошарка     |
| СЦ Бањица                    | Београд  | Ватерполо   |
| ЦКС Шумице                   | Београд  | Одбојка     |
| Хала Пионир                  | Београд  | Рукомет     |
| Путеви Београда              | Београд  | Бициклзам   |

## Учесници фестивала
| Учесници фестивала |
| --- |
| - Албанија - Андора - Јерменија - Аустрија - Азербејџан - Белорусија - Белгија - Босна и Херцеговина - Бугарска - Хрватска - Кипар - Чешка - Данска - Естонија - Финска - Француска - Грузија - Немачка - Велика Британија - Гренланд - Мађарска - Исланд - Ирска - Израел - Италија - Летонија - Лихтенштајн - Литванија - Луксембург - Македонија - Малта - Малдиви - Монако - Црна Гора - Холандија - Норвешка - Пољска - Португалија - Румунија - Русија - Сан Марино - Србија - Словачка - Словенија - Шпанија - Шведска - Швајцарска - Турска - Украјина |